# Ivy (Film)
Ivy ist ein US-amerikanischer Spielfilm aus dem Jahr 1947 mit Joan Fontaine unter der Regie von Sam Wood. Das Drehbuch basiert teilweise auf dem Mordprozess gegen Madeleine Smith, der um 1850 die englische Gesellschaft erschütterte, verlegte die Handlung jedoch gut sechzig Jahre in die Zukunft.

## Handlung
Ivy Lexton ist eine durch und durch skrupellose Frau, die zu allem bereit ist, ihrer Ehe mit dem gutaussehenden, aber armen Jervis zu entkommen und endlich reich zu werden. Sie unterhält eine Affäre mit Dr. Roger Gretorex, der ihr mittlerweile komplett verfallen ist. Der Besuch bei der bekannten Wahrsagerin Mrs. Thraw verheißt Ivy die willkommene und ersehnte Bekanntschaft mit einem reichen Verehrer. Einige Tage später kommt es zur Begegnung mit dem sagenhaft wohlhabenden Junggesellen Miles Rushworth. Ivy gelingt es rasch, Miles zu überzeugen, Jervis eine gutbezahlte Stellung in seiner Firma zu geben. Parallel versucht Ivy, Dr. Gretorex loszuwerden, der ihr jedoch seine ewige Liebe schwört. Mittlerweile davon überzeugt, dass Miles sie sofort heiraten würde, wenn sie frei wäre, vergiftet Ivy langsam ihren Ehemann, nachdem dieser die Scheidung verweigert.
Unmittelbar nach dessen Tod schafft es Ivy durch geschickte Manipulationen, den Verdacht auf Dr. Gretorex zu lenken. Der wird des Mordes angeklagt und zum Tode verurteilt. Seine Mutter hat jedoch einen Verdacht, wer in Wirklichkeit für den Mord an Jervis Lexton verantwortlich ist. Gemeinsam mit Inspektor Orpington gelingt es, wenige Stunden vor der Hinrichtung, Beweise zu finden, die Ivy der Tat überführen. Roger wird aus dem Gefängnis entlassen und Ivy, die versucht, zu fliehen, stirbt bei einem Sturz in einen offenen Fahrstuhlschacht.

## Hintergrund
Für die Hauptrolle in der Verfilmung von Marie Adelaide Belloc Lowndes Roman The Story of Ivy von 1928, der sich eng an den Ereignissen rund um den Mordprozess gegen Madeleine Smith orientiert, war zunächst Olivia de Havilland, die Schwester von Joan Fontaine, vorgesehen. De Havilland zog sich Ende 1946 aus dem Projekt zurück und der Regisseur Sam Wood verpflichtete daraufhin Fontaine. Die Mutter der beiden Schauspielerinnen, Lillian Fontaine, war in der Rolle der Lady Flora zu sehen.
Joan Fontaine war in den 1940ern ein bedeutender Star in Hollywood, der bis zu 150.000 US-Dollar Gage verlangen konnte und zeitweilig eine eigene Produktionsfirma unterhielt. Ihre Karriere stützte sich vor allem auf ihre Auftritte in historischen Romanzen und Literaturverfilmungen wie Der Pirat und die Dame, Die Waise von Lowood, Ich küsse Ihre Hand, Madame und Brief einer Unbekannten.

## Kritik
Die Rezension waren positiv. Variety spendete Lob für die atmosphärisch dichte Umsetzung der Ereignisse

„William Cameron Menzies Produktion verlässt die ausgetretenen Pfade und schafft es so, die erwünschte melodramatische Aura zu schaffen. Die Filmsets sind klein und die Schauspieler aus der Nähe aufgenommen. Alle Darsteller sind gut, aber stets im Rahmen der Grundidee des Regisseurs.“